# Hengan International
Hengan International est une entreprise de production de produits hygiéniques comme les serviettes hygiéniques ou les couche-culottec